# Epaulettenflughunde

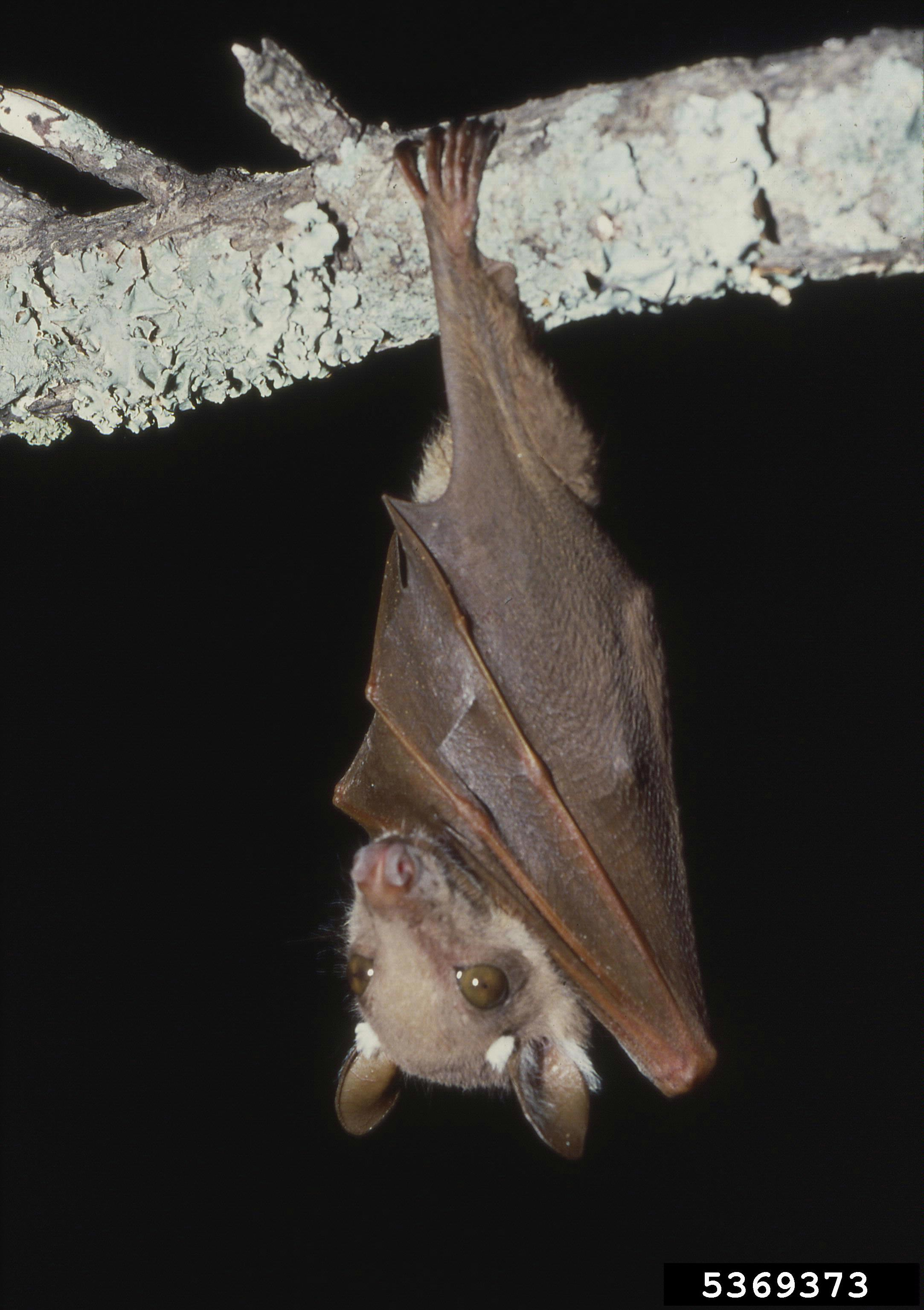
Epomophorus wahlbergi

Die Epaulettenflughunde (Epomophorini) sind eine Gattungsgruppe der Familie der Flughunde (Pteropodidae). Die Gruppe umfasst rund 20 Arten in sieben Gattungen.

## Verbreitung
Epaulettenflughunde sind die einzige Gattungsgruppe der Flughunde, die ausschließlich auf Afrika beschränkt sind, wo sie in den meisten Gebieten südlich der Sahara vorkommen.

## Beschreibung
Epaulettenflughunde haben ihren Namen von ihren weißen oder gelblichen Haarbüscheln an den Schultern der männlichen Tiere, die an Epauletten (Schulterstücke einer Uniform) erinnern. Darüber hinaus haben sie weiße Flecken vor dem Ohr, manchmal auch zwischen den Augen. Das übrige Fell ist graubraun gefärbt, wobei die Unterseite oft heller als die Oberseite ist. Die Schnauze der Tiere ist eher langgezogen, manche Arten haben dehnbare, hängende Lippen. Ein Schwanz fehlt bei den meisten Gattungen. Die Kopfrumpflänge beträgt je nach Art fünf bis 30 Zentimeter, das Gewicht zwischen 20 und 400 Gramm, wobei der Hammerkopf die größte Art ist.

## Lebensweise
Epaulettenflughunde bewohnen Wälder und Savannen, in trockeneren Gebieten findet man sie aufgrund ihrer Ernährung von Früchten nicht. Sie ruhen tagsüber in kleinen Gruppen in Bäumen oder Büschen und begeben sich in der Nacht auf Nahrungssuche. Manche Arten sind auch Kulturfolger, die in Obstplantagen nach Nahrung suchen und deswegen verfolgt werden. Epaulettenflughunde geben während des Fluges hohe Laute von sich.

## Nahrung
Die Nahrung dieser Tiere besteht vorwiegend aus Früchten (wie Feigen, Mangos, Guaven oder Bananen), wobei sie meist den Saft und die weicheren Teile verzehren. Die beweglichen Lippen umschließen die Frucht, die Eckzähne ritzen die Schale an, mit der Zunge drücken sie die Frucht gegen den Gaumen und saugen sie aus. Manche Arten nehmen auch Nektar und Pollen zu sich.

## Fortpflanzung
Über die Fortpflanzung vieler Arten ist wenig bekannt. Viele Arten bringen zweimal im Jahr Nachwuchs zur Welt, meist nur ein einzelnes Jungtier. Die Tragzeit beträgt fünf bis sechs Monate, Jungtiere werden zwei bis drei Monate gesäugt.

## Systematik

### Gattungen und Arten
- Die Gattung Hypsignathus umfasst nur eine Art:
  - Hammerkopf (Hypsignathus monstrosus)

Diese Art ist durch den auffälligen Kopf gekennzeichnet.
- Die Gattung Epomops umfasst drei Arten:
  - Büttikofer-Epaulettenflughund (Epomops buettikoferi (Matschie, 1899))
  - Dobson-Epaulettenflughund (Epomops dobsoni (Bocage, 1889))
  - Franquet-Epaulettenflughund (Epomops franqueti (Tomes, 1860))

Sie sind von Guinea und dem südlichen Sudan bis Angola und Botswana verbreitet. Mit 14 bis 18 Zentimetern Länge sind es mittelgroße Tiere.
- Die Gattung Epomophorus (Synonym: Micropteropus[1]) umfasst elf Arten, zum Beispiel:
  - Wahlberg-Epaulettenflughund (Epomophorus wahlbergi)
  - Zu den anderen Arten siehe Epomophorus.

Sie sind in großen Teilen Afrikas südlich der Sahara verbreitet. Mit bis zu 25 cm Kopfrumpflänge sind sie neben dem Hammerkopf die größten Epaulettenflughunde. Ein Merkmal sind die dehnbaren, hängenden Lippen.
- Die Gattung Nanonycteris umfasst nur eine Art:
  - Veldkamps Zwergflughund (Nanonycteris veldkampi)

Dieser Flughund lebt von Guinea bis in die Zentralafrikanische Republik. Wegen seines angeblich rinderähnlichen Gesichtes wird er im Englischen als Little Flying Cow bezeichnet. Mit fünf bis sieben Zentimetern Kopfrumpflänge und 20 bis 30 Gramm Gewicht ist er der kleinste Vertreter der Epaulettenflughunde. Seine Nahrung besteht vorwiegend aus Nektar.
- Die Gattung Scotonycteris umfasst nur eine Art:
  - Zenkers Harlekin-Flughund (Scotonycteris zenkeri)

Er ist von Liberia bis zur Demokratischen Republik Kongo verbreitet, hat einen weißen Fleck zwischen den Augen und je einen in den Augenwinkeln, dafür sind die Schulterbüschel zurückgebildet. Die Tiere ernähren sich von Früchten und leben einzelgängerisch.
- Die Gattung Casinycteris umfasst drei Arten:
  - Goldener Kurzgaumen-Flughund (Casinycteris argynnis). Er lebt in Kamerun und der Demokratischen Republik Kongo. Die Art ähnelt Scotonycteris, hat aber größere Ohren und eine höhere Schnauze.
  - Casinycteris campomaanensis. Die Art wurde erst 2014 entdeckt, weswegen noch wenig über sie bekannt ist.[2]
  - Schlangenzahniger Harlekin-Flughund (Casinycteris ophiodon). Er gehörte bis vor kurzem zur Gattung Scotonycteris.

- Die Gattung Plerotes umfasst nur eine Art:
  - Anchietas Breitgesicht-Flughund (Plerotes anchietae)

Diese Art ist in Angola, Sambia und im Süden der Demokratischen Republik Kongo verbreitet. Sie unterscheidet sich von den anderen Arten durch das Fehlen des Calcars (ein Dorn am Fußgelenk, der zum Spannen der Schwanzflughaut dient) sowie durch die kleinen, relativ weichen Zähne, die auf eine Ernährung von Blüten oder Nektar hindeuten.

### Anmerkung
Die Systematik der Flughunde basiert weitgehend auf der phylogenetischen Untersuchung von Kate E. Jones u. a.: A Phylogenetic Supertree of Bats. Die Autoren verwenden für die Taxa keinen Rang im klassischen Sinn. Die Bezeichnung dieser Gruppe als Tribus mit der Endung -ini ist daher willkürlich gewählt, manchmal findet man dieses Taxon auch als Epomophorinae oder Epomophorina.